# Ephraim Katzir
Ephraim Katzir (Kiev, 16 de maio de 1916 – Rehovot, 30 de maio de 2009) foi um cientista e político do Partido Trabalhista (Israel). Foi presidente de Israel durante cinco anos (1973-1978).

## Carreira científica
Depois de continuar seus estudos no Instituto Politécnico de Brooklyn, na Universidade de Columbia e na Universidade de Harvard, ele retornou a Israel e tornou-se chefe do Departamento de Biofísica do Instituto Weizmann de Ciência em Rehovot, instituição que ajudou a fundar. Em 1966–1968, Katzir foi Cientista Chefe das Forças de Defesa de Israel. Sua pesquisa inicial centrou-se em modelos simples de proteínas sintéticas, mas ele também desenvolveu um método para a ligação de enzimas, que ajudou a estabelecer as bases para o que agora é chamado de engenharia enzimática.

## Presidência

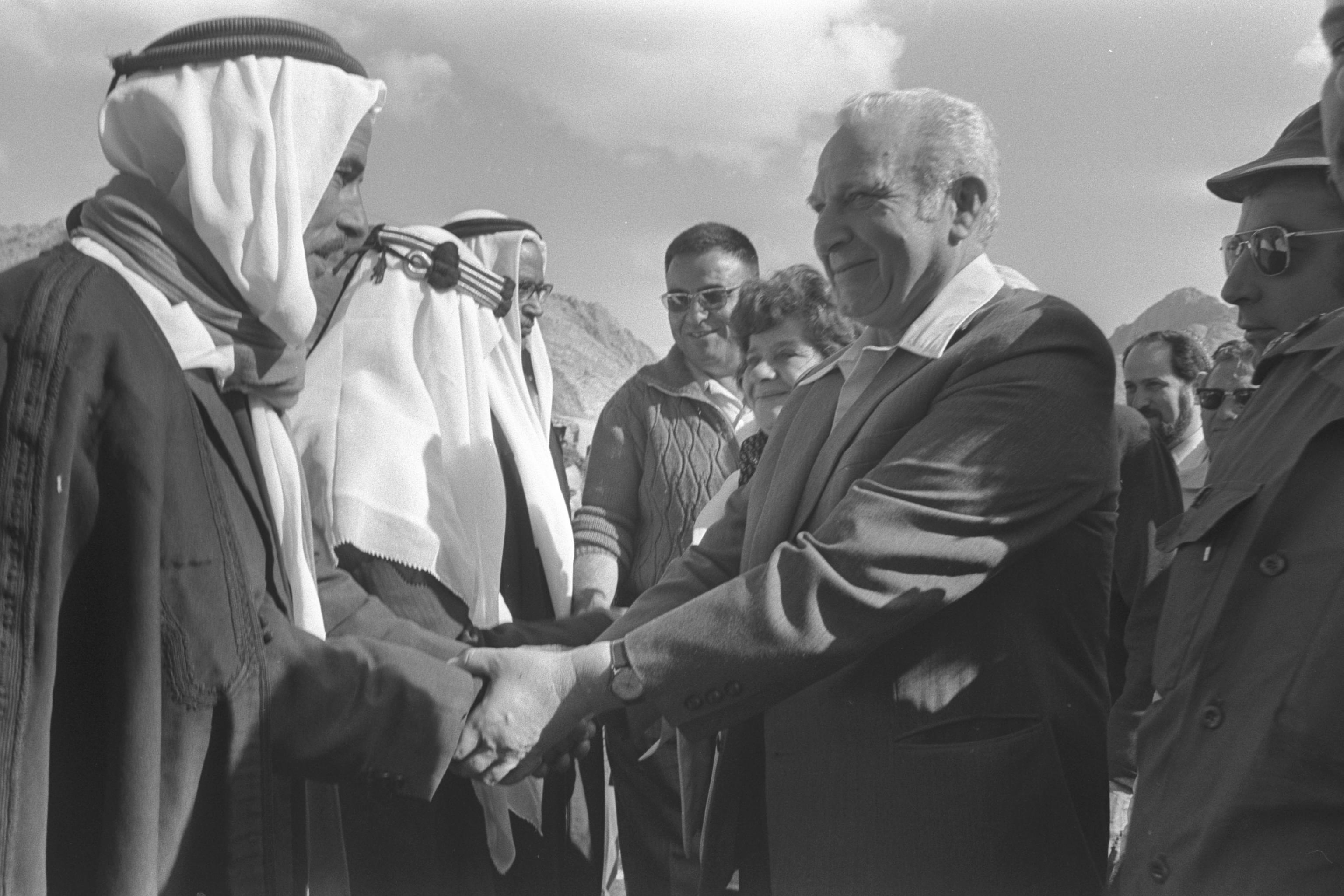
Reunião do presidente Katzir com xeques beduínos

Em 1973, Golda Meir contatou Katzir na Universidade de Harvard, pedindo-lhe que aceitasse a presidência. Ele hebraicizou o nome de sua família para Katzir, que significa 'colheita'.
Em 10 de março de 1973, Katzir foi eleito pelo Knesset para servir como o quarto presidente de Israel. Ele recebeu 66 votos contra 41 a favor de seu oponente Ephraim Urbach e assumiu o cargo em 24 de maio de 1973.
Em novembro de 1977, ele recebeu o presidente Anwar Al Sadat do Egito na primeira visita oficial de um chefe de estado árabe. Em 1978, ele se recusou a candidatar-se a um segundo mandato devido à doença de sua esposa, e foi sucedido por Isaac Navón. Após deixar o cargo de presidente, ele voltou ao seu trabalho científico.

## Prémios
- 1959 Prêmio Israel.[5]
- 1972 Medalha Sir Hans Krebs
- 1977 eleito membro estrangeiro da Royal Society
- 1985 Prêmio Japão
- 2000 a Fundação Rashi estabeleceu o Programa de Bolsas Katzir, em homenagem a Ephraim Katzir, um dos primeiros membros de seu conselho de administração.[6]
- Recebeu o Prêmio Tchernichovsky pela tradução exemplar.